# In amplissimo
In amplissimo, en español "En el amplísimo", es la octogésima primera encíclica del papa León XIII, datada el 15 de abril de 1902, dirigida al cardenal Gibbons, arzobispo de Baltimore, en nombre de todos los obispos de Estados Unidos, con ocasión del inicio del año veinticinco de su pontificado. En esta encíclica da respuesta a la carta que por ese motivo había recibido de ellos. 

## Contexto histórico
El 3 de mayo de 1902, el cardenal Gibbon, arzobispo de Baltimore, envió al papa, en nombre de todos los obispos de Estados Unidos, una carta felicitándole al iniciar el año veinticinco de su pontificado y dando gracias a Dios por esa circunstancia.  La carta expresa su agradecimiento por el cuidado con el que el papa ha atendido a la Iglesia, con referencias a lo que han sido objeto de sus encíclicas, así entre otras cuestiones recuerda el modo en que ha promovido la devoción al Sagrado Corazón, al rezo del rosario, al patrocinio de San José, a su preocupación por los cristianos separados y las iglesias orientales Christi nomen, Paterna caritas etc.
Pero, sobre todo la carta agradece al papa su cuidado pastoral por la iglesia en Norteamérica: la convocatorio del Concilio de Baltimore, su apoyo al colegio Urbaniano en que se forman en Roma sacerdotes norteamericanos, así como la concesión del carácter pontificio de la Universidad católica de Washington, el nombramiento de un Legado Pontiicio que tanto ha ayudado al fortalecimiento del catolicismo en aquel país.

## Contenido de la encíclica
In amplissimo Pontificum Romanorum ordine tertios censeri Nos, quibus vicesimum quintum maximi Sacerdotii annum inire feliciter datum est, iure plane factum Nos insolens gaudemus atque, ob reverentiam Apostolicae Sedis, catholicum ubique nomen gratulatur.
Ciertamente, tenemos motivos para regocijarnos, y también el mundo católico, debido a su reverencia por la Sede Apostólica, para regocijarnos por el hecho extraordinario de que seamos considerados como el tercero  en la larga línea de Romanos Pontífices a quienes felizmente se les ha concedido entrar en el año veinticinco del Sacerdocio Supremo.

Tras esta introducción León XIII manifiesta la alegría que le produce la felicitación por este aniversario de los obispos y fieles de Estados Unidos. Una especial alegría al considerar las circunstancias que se dan en la iglesia en ese país, y el aumento en el catolicismo que ha experimentado desde el inicio de su pontificado a este momento. Recuerda el papa que ese aumento hay que atribuirlo, en primer lugar, a la providencia de Dios; pero también a la energía y actividad del episcopado, y la prudencia con que se han promovido distintas instituciones, en armonía con el carácter de los norteamericanos.
Alaba la unidad y fidelidad de esas iglesias al Romano Pontífice, y recuerda la atención y solicitud que les ha prestado desde el comienzo de su pontificado, Destaca la vitalidad y empuje del catolicismo en ese país, en contraste con las tendencias presentes en otras naciones que fueron católicas durante siglos; además, les anima a aprovechar las circunstancias que se dan en su país

Es cierto que la ley de vuestro país no os muestra ningún favor especial, pero, por otra parte, vuestros legisladores ciertamente tienen derecho a ser elogiados por el hecho de que no hacen nada para restringir vuestra justa libertad.

Recuerda la encíclica a continuación algunas de las tareas pastorales que están llevando a cabo el episcopado norteamericano: la creación de escuelas para la formación de los niños y jóvenes católicos; el cuidado de la formación en los seminarios; la labor dirigida a a atraer a los disidentes a la verdad, encomendado esa tarea a sacerdotes bien preparados que puedan recorrer las distintas zonas del país. Alaba también la atención especial a los negros e indios, velando por la salvación de sus almas. Concluye el papa la encíclica, agradeciendo la liberalidad con que los fieles de Norteamérica se esfuerzan por contribuir con sus ofrendas a aliviar las necesidades económicas de la Santa Sede.